# Joaquín Antonio Peñalosa
Joaquín Antonio Peñalosa Santillán (San Luis Potosí, San Luis Potosí, 9 de enero de 1922 - ibídem, 17 de noviembre de 1999) fue un sacerdote católico, escritor, catedrático y académico mexicano.

## Estudios y docencia
Realizó sus primeros estudios en su ciudad natal y luego se trasladó a la Ciudad de México para proseguirlos en el colegio de los Misioneros del Espíritu Santo. De nueva cuenta en San Luis Potosí, ingresó al Seminario Conciliar. Se ordenó sacerdote en la Catedral de San Luis Potosí el 1 de noviembre de 1947. Estudió Letras en la Universidad Iberoamericana y obtuvo el doctorado en 1955. Ejerció la docencia en el Seminario Conciliar de San Luis Potosí, en la Universidad Autónoma de San Luis Potosí y en el Instituto Tecnológico de San Luis Potosí Fue el fundador de la parroquia de Nuestra Señora de la Anunciación, la cual se distingue por su estilo español y en forma de un círculo debido a su afición a la fiesta brava.

## Escritor y académico
Colaboró en diversas revistas, entre ellas Lectura, Ábside, Señal, Sembradores, Orientación, La Familia, Humanitas, Letras Potosinas y Revista de la Semana. De 1948 a 1979 fue director de la revista Estilo. También escribió para los periódicos El Heraldo de San Luis Potosí, y El Universal.
Fue miembro del Seminario de Cultura Mexicana, de la Sociedad Mexicana de Geografía y Estadística, de la Sociedad Folclórica de México, de la Academia Potosina de Artes y Ciencias, y miembro correspondiente de la Academia Mexicana de la Lengua. Escribió más de noventa libros y más de tres mil artículos periodísticos. Murió en su ciudad natal el 17 de noviembre de 1999.

## Premios y distinciones
- Rosa de Oro, por sus Cantos al gozo de María, durante el Congreso Mariano de 1954
- Premio Club España de Periodismo, en 1954.
- Medalla de Oro de Casa Madero, por haber fundado el "Hogar del Niño", 1958.
- Premio Manuel José Othón, por su poemario Un minuto de silencio, en 1967.
- Premio de Periodismo Francisco Martínez de la Vega, en 1981.
- Presea Sor Juana Inés de la Cruz, en 1987.
- Medalla al Mejor Ciudadano, por el Congreso de San Luis Potosí, en 1994.

## Obras publicadas
- Entraña poética del himno nacional, 1955.
- Miguel M. de la Mora, el obispo para todos, 1963.
- Un minuto de silencio, 1966.
- El mexicano y los siete pecados capitales, 1972.
- Yo soy Félix de Jesús, 1973.
- Cien mexicanos y Dios, 1975.
- Elogio de la silla, 1977.
- El ángel y el prostíbulo, 1977.
- Vida, pasión y muerte del mexicano: notas de costumbrismo, 1985.
- Poesía Guadalupana: siglo XIX, 1985.
- Letras virreinales de San Luis Potosí, 1988.
- Literatura de San Luis Potosí del siglo XIX, 1991.
- Alrededores de Sor Juana Inés de la Cruz, 1997.
- Humor con agua bendita, 1997.
- Más humor con menos agua bendita, 1998.
- Minicharlas para novios, 1968.